# Sora (personage)
Sora (ソラ) is een personage en de hoofdrolspeler in het computerrollenspel (RPG) Kingdom Hearts van Squaresoft, nu Square Enix. 

## Beschrijving
Sora is een vrolijke, meelevende, goedhartige en veelal vrolijke tiener hoewel hij soms ook naïef, kinderachtig, impulsief en opvliegend kan zijn. Sora bezit een buitengewoon gevoel voor rechtvaardigheid en is altijd oprecht in wat hij zegt en doet. Hij groeide op op Destiny Islands en is van kinds af aan goed bevriend met Riku en Kairi. Zijn wapen is de Keyblade.
Zijn uiterlijk is meerdere keren gewijzigd tijdens de spelserie. Zo heeft Sora in het eerste deel een wit met zwart gekleurd shirt, rode broek en gele schoenen, in latere spellen kreeg zijn outfit meer zwart met grijze tinten en rode/gele accenten.
Sora's ontwerp is gemaakt door Tetsuya Nomura, vooral bekend van zijn werk als ontwerper van verschillende Final Fantasypersonages. In de Engelse versie van Kingdom Hearts is Haley Joel Osment de stemacteur van Sora. In de Japanse versie is dit Miyu Irino.

## Verschijningen
Buiten het eerste deel van de Kingdom Hearts-serie, speelt Sora ook de hoofdrol in Kingdom Hearts: Chain of Memories (deel 2) en in Kingdom Hearts II (deel 3).
Sora verscheen buiten de KH-serie ook in de spellen World of Final Fantasy (2016) en Super Smash Bros. Ultimate (2021) als speelbaar personage.